# Jean-Henri Dombrowski
Pour les articles homonymes, voir Dąbrowski.
Jean-Henri Dombrowski (en polonais : Jan Henryk Dąbrowski), né le 29 août 1755 à Pierzchów, près de Cracovie, mort le 6 juillet 1818 à Winna Góra, est un général polonais qui s'illustra dans l'armée française à l'époque de la Révolution et de l'Empire. 
Après avoir combattu pour l’indépendance de la Pologne aux côtés de Poniatowski et de Kościuszko, Dombrowski passe en France pour continuer la lutte aux côtés des Français contre les ennemis communs de la Pologne. Il organise une légion polonaise, à la tête de laquelle il participe aux campagnes d'Italie (1797-1801) et à la campagne de Pologne (1806-1807). Après la création du grand-duché de Varsovie, Dombrowski reste en Pologne à la tête d'un corps d'armée nationale. À la reprise des hostilités, il participe à la campagne de Russie de 1812 et se distingue lors du passage de la Bérézina et à Leipzig (1813). Après la chute de Napoléon, Dombrowski se retire de l'armée et devient sénateur dans le nouveau royaume de Pologne, en 1815.
Son nom est immortalisé dans le chant des légions composé en 1797 par Józef Wybicki : « ...Marche, marche, Dombrowski, de la terre italienne jusqu'en Pologne » devenu avec le temps l'hymne national polonais connu sous le nom de Mazurek Dąbrowskiego.

## Biographie

Blason des Dąbrowski

### Ses débuts (1788-1795)
Issu d'une vieille noblesse polonaise mais appauvrie, Dombrowski fait ses premières armes de 1788 à 1791 dans l'armée saxonne. En 1792, sous la persuasion du capitaine Michel Sokolnicki et le roi de Pologne Stanislas II lui-même, il rejoint l'armée polonaise. Il prête le sermon de fidélité à la confédération de Targowica mais ne participe pas au conflit de 1792. En février 1793, il résiste à Gniezno contre l'invasion de l'armée prussienne.
Pendant l'insurrection de Kościuszko de 1794, Dombrowski participe à la défense de Varsovie et organise un soulèvement en Grande-Pologne, à la demande de Tadeusz Kościuszko. Dombrowski bat les Prussiens et leur prend Gniezno puis la forteresse de Bydgoszcz. Ses actions militaires désorganisent l'administration prussienne.
Mais en octobre, l'armée de Kościuszko s'incline devant la supériorité numérique des Russes et est battu à Maciejowice. Le 5 novembre 1794, le général Souvorov prend d'assaut Praga — faubourg est de Varsovie — et massacre ses habitants. Ce carnage met fin à l’insurrection.
Après la défaite de Maciejowice, Dombrowski se retire de Grande-Pologne. Le 18 novembre 1794, il est capturé par des Russes près de Radoszyce.
Après l'échec de l'insurrection et le troisième partage de la Pologne (1795), Dombrowski compte sur un conflit entre la Prusse et les autres occupants de la Pologne. Il espère aussi une solution du côté de la France révolutionnaire où il se rend fin septembre 1796.

### Les Légions polonaises (1797-1807)

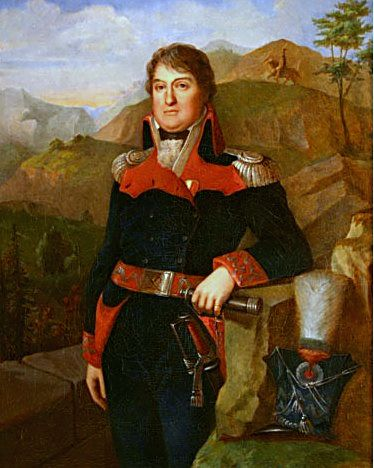
Le général Dombrowski en Italie

En novembre 1795, des anciens officiers et soldats polonais de l'armée de Kościuszko proposent à la France de se constituer en légions polonaises et d'intégrer l'armée française. Le Directoire accepte et décide plus tard — puisque l'entrée d’étrangers dans l'armée républicaine est interdite par la Constitution de 1795 — de les former et placer sous le commandement du général Bonaparte qui mène campagne en Italie contre les Autrichiens. En novembre 1796, le général Dombrowski fait partie de la délégation polonaise à Milan où il rencontre Bonaparte.
Le 9 janvier 1797, Dombrowski et le gouvernement de la République transpadane signent un accord, ratifié par Bonaparte en tant que commandant en chef. L'uniforme et les drapeaux des légionnaires sont ceux de l'armée polonaise. Des épaulettes sont italiennes et portent l'inscription „Gli uomini liberi sono fratelli”(Les hommes libres sont frères). Les légionnaires polonais arborent également la cocarde française. Le général Dombrowski garantit à ses volontaires la citoyenneté lombarde avec le droit de retourner dans le pays lorsque la Lombardie sera libre et sûre. Inquiet de conserver son autonomie, Dombrowski base la formation et l’entraînement du soldat sur le règlement polonais adapté par le général Wielhorski. Il abolit les châtiments corporels, donne la possibilité de promotion aux soldats d'origine non noble, et ordonne d'apprendre à lire et à écrire et d'approfondir la connaissance de l'histoire polonaise. 
En juillet 1797, les légions célèbrent la naissance de la République cisalpine, regroupant les républiques cispadane et transpadane. À Reggio, où stationnait l'état-major polonais, le général et écrivain Józef Wybicki, inspiré par cette célébration, compose la musique et les paroles d'un chant pour les légionnaires, qui deviendra ensuite l'hymne de la Pologne. Ce chant évoque Dombrowski et Bonaparte, l'amour pour la Pologne et les rêves d'indépendance.

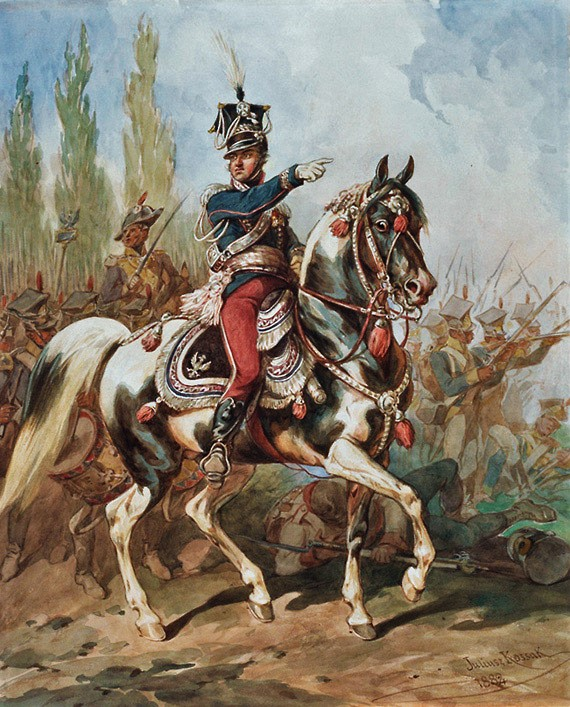
Dombrowski à la tête des légions polonaises, peinture de Juliusz Kossak.

Les Légions combattent aux côtés de Napoléon à Rimini, Vérone et au lac de Garde. Après la signature de la paix à Campo-Formio en octobre 1797, Dombrowski signe une nouvelle convention, le 17 novembre 1797, avec les seules autorités françaises. 
Au début l'année 1799, l’effectif du corps polonais en Italie crée par Dombrowski est de 8 200 soldats. Il est composé de deux légions, la première commandée par le général Karol Kniaziewicz, la deuxième par le général Franciszek Rymkiewicz. Cependant les durs combats d'Italie déciment les Français et les Polonais. Rymkiewicz est notamment tué à Magnano le 5 avril 1799. Envoyés renforcer la défense de la forteresse de Mantoue, les soldats de la deuxième légion sont capturés et considérés comme des déserteurs par les Autrichiens, conformément à l'accord de capitulation entre Français et Autrichiens,.
La première légion combat l'armée russe du général Souvorov — l'auteur du massacre de Praga en 1794 — à La Trebbia pendant trois jours, pendant lesquels elle est décimée. Dombrowski, qui commandait les troupes polonaises, y est blessé. Après la bataille de Novi (15 août 1799), la première République Cisalpine, patrie adoptive des légionnaires polonais, disparaît et les débris de l'armée polonaise se retirent en France.
Après la victoire de Bonaparte — désormais Premier Consul — à Marengo le 14 juin 1800, une légion polonaise commandée par Dombrowski est réorganisée à Milan puis Marseille. Une seconde légion, commandée par Kniaziewicz, est intégrée à l'armée d'Allemagne commandée par le général Moreau et se distingue à Hohenlinden (3 décembre 1800). Le traité de Lunéville entre la France et l'Autriche met fin à la guerre et, en conséquence, de nombreux soldats et officiers — au premier rang desquels Kniaziewicz — démissionnent.
En 1802, Dombrowski, promu général de division, se voit confier la réorganisation d'une légion en Italie. Chargé des questions administratives et de l’instruction, il contribue à l'organisation militaire de ce pays. Il rejoint également les rangs de francs-maçons et devient un adepte du 29e degré du rite écossais.
L'année suivante, Dombrowski est nommé inspecteur général de la cavalerie italienne. Décoré de la croix de commandant de la Légion d'honneur, il fait partie de la délégation italienne au sacre de Napoléon en mai 1804, puis devient gouverneur de la province des Trois Abruzzes.

### Dans l’armée du duché de Varsovie (1807-1814)

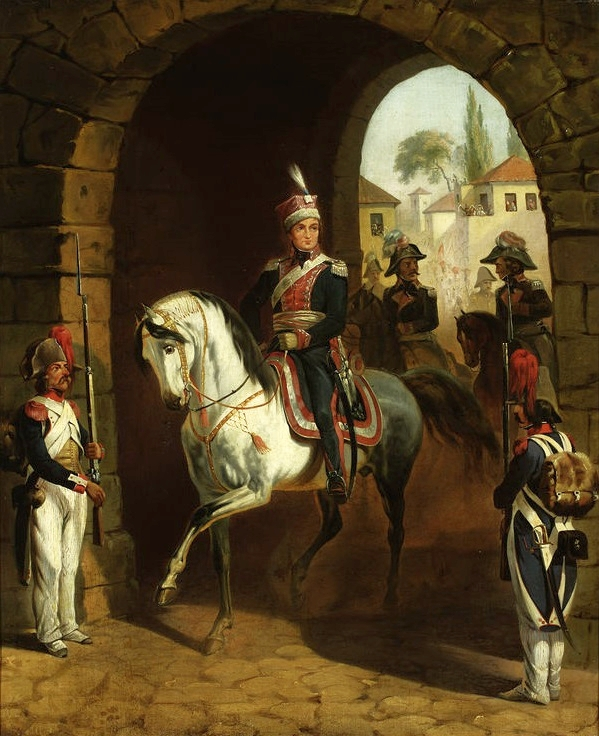
Jean-Henri Dombrowski entre à Rome, peinture de January Suchodolski.

Pendant la campagne de Prusse à l'automne, la Grande Armée bat les Prussiens à Iéna et Auerstadt et entre en quelques semaines à Berlin. Avec le repli prussien en province de Prusse-Orientale et l'entrée en guerre de la Russie, Napoléon s'apprête à envahir la Pologne et, pour gagner l'appui de la population, rappelle à ses côtés Dombrowski, accompagné de Wybicki. À l'appel de Dombrowski et Wybicki, la population polonaise se soulève et favorise l'avancée des troupes françaises.
Grâce aux actions de Wybicki, les unités insurgées sont transformées en une armée régulière, à l'instar de l'armée française. Début janvier 1807, ces troupes comptent 23 000 soldats, équipés par ses propres soins, dont 20 000 des régions de Poznań et Kalisz. Le commandement de l'armée polonaise est confiée à Józef Poniatowski, pendant que Dombrowski est nommé commandant d'une division intégrée au 8e corps du maréchal Mortier. La division de Dombrowski est renforcée par une unité de cavalerie forte de 300 hommes et une unité d'insurgés de Varsovie commandé par le fils du général, le lieutenant-colonel Jan Michał Dąbrowski. Renforcé ensuite par un corps de troupes badoises, Dombrowski est transféré au 10e corps du maréchal Lefebvre et participe au siège de Dantzig jusqu'à sa reddition. Il combat à nouveau avec sa division sur l'aile gauche de l'armée française, commandée par Mortier, à la bataille de Friedland (14 juin 1807). 
Signé en juillet 1807, le traité de Tilsit entérine la création du duché de Varsovie, un nouvel État recouvrant en partie les territoires polonais annexés par la Prusse au XVIIIe siècle. Dombrowski reste en Pologne à la tête d'un corps d'armée nationale et établit son quartier général à Poznań, puis il est intégré à l'armée du duché de Varsovie commandée par Józef Poniatowski. Au 1er janvier 1809, l'armée du duché compte au total plus de 31 000 soldats et 6 000 chevaux.
En 1809, l'Autriche profite de l’engagement de l'armée française et de son allié polonais en Espagne pour franchir les frontières du duché. L'armée autrichienne, quatre fois plus forte, force l'armée du prince Poniatowski à évacuer Varsovie. Dombrowski organise des corps volants sur les arrières de l'ennemi et lui fait beaucoup de mal. Nommé commandant de la 3e division du grand-duché de Varsovie, il repousse les Russes qui envahissent alors la Pologne et combat victorieusement les Autrichiens près de Radzymin et Łęczyca.
Lors de la campagne de Russie en 1812, l'armée française compte 600 000 hommes, dont 100 000 soldats polonais, chiffre énorme pour un petit pays, auxquels s'en ajoutent 20 000 qui rejoignent ses rangs à la suite de la libération de la Lituanie. Dombrowski commande une des trois divisions d'infanterie du 5e corps polonais et reste dans la Russie blanche. Il occupe Moguilev sur le Dniepr et se montre de tous côtés, poussant ses partisans dans toutes les directions avec une grande activité. Quand l'armée française évacue Moscou, il est chargé de maintenir les communications entre Minsk et Vilna et protéger le retrait des troupes françaises. Il contribue avec succès à couvrir les ponts de la Bérézina le 26 novembre en défendant, face à des Russes très supérieurs en nombre, la ville de Borissov au moment du passage de la Bérézina. Grièvement blessé le 26 novembre 1812 Dombrowski ne rentre à Varsovie que vers la fin de décembre 1812. 
Il ramène les débris de l'armée polonaise en deçà du Rhin et est nommé commandant du dépôt de l’armée polonaise formé à Sedan en 1813. Il forme une nouvelle légion polonaise sur les bords du Rhin et avec elle reparaît en automne, dans le 7e corps de Poniatowski. Pendant la campagne d'Allemagne (1813), il combat notamment à la bataille de Mockern et à celle de Leipzig, où il succède, à la tête du 7e corps, au maréchal Józef Poniatowski, noyé dans l'Elster Blanche. 

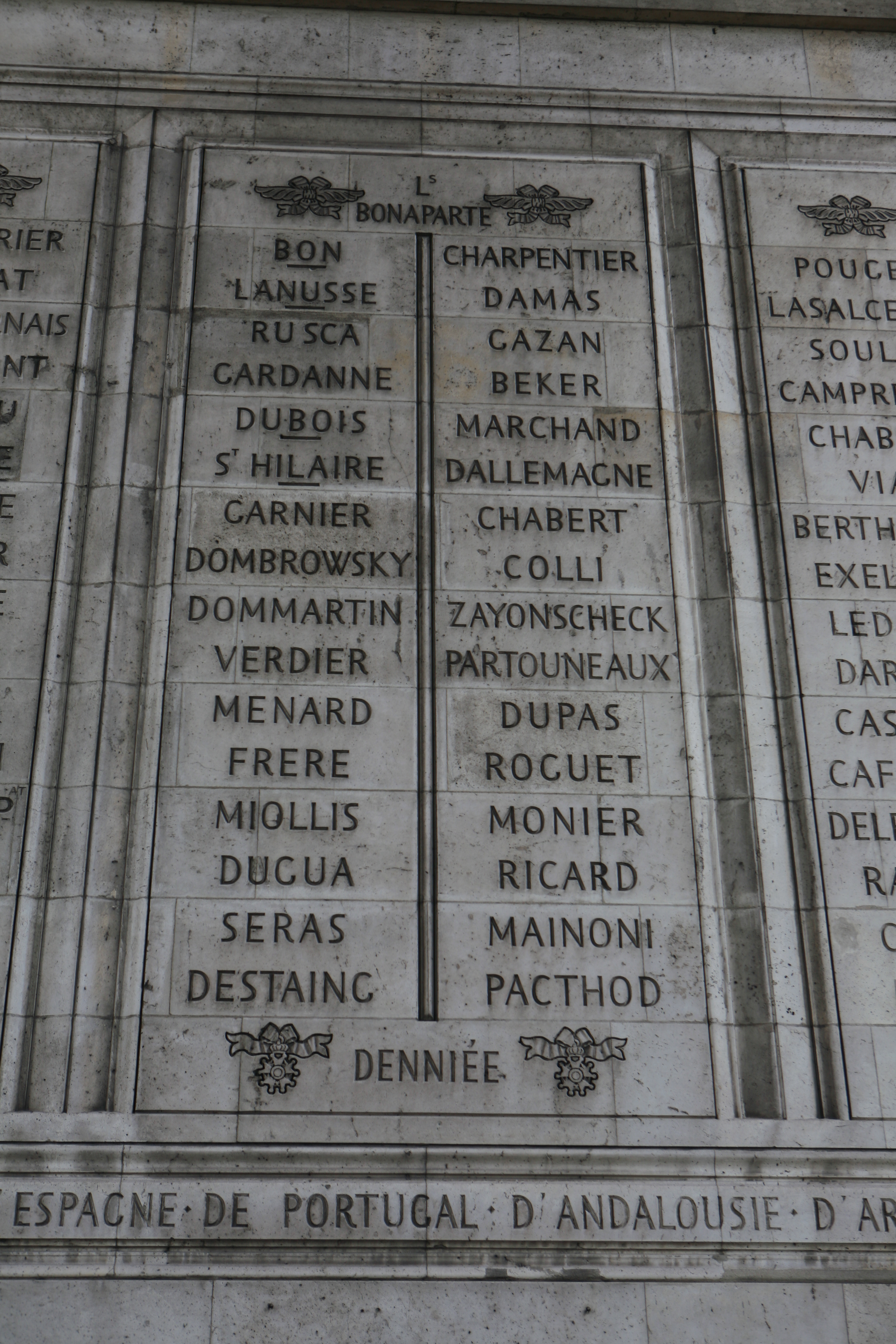
Le nom Dombrowski est inscrit sur la, celle de gauche au milieu, de l'arc de triomphe de l'Étoile.

### Retour en Pologne (1814-1818)
Après l'abdication de Napoléon en 1814, Dombrowski retourne en Pologne. Il fait partie du comité des généraux à qui le tsar confie le soin de réorganiser l'armée polonaise du nouveau royaume de Pologne qui succède au duché de Varsovie. Élevé au grade de colonel général de cavalerie, sénateur et voïvodie, Dombrowski se retire de la vie publique en 1815. Il meurt le 6 juillet 1818 à Winna Góra, dans ses terres du grand-duché de Poznan, annexé en 1815 par la Prusse.
Il est enterré dans l'église de Winna Góra, où, depuis 1863, il repose dans un sarcophage dans une chapelle latérale. L'urne avec son cœur a d'abord été conservée dans son palais de Winna Góra, plus tard à Cracovie et à l'hôtel de ville de Poznań, et à partir de 1997 dans la crypte des grands hommes de Grande-Pologne, créée au sous-sol de l'église Saint Wojciech à Poznań.

## Dombrowski dans la mémoire des Polonais
L'esprit qui animait les légions trouva son expression dans les paroles du chant composé en 1797 par Józef Wybicki : « La Pologne n'est pas encore morte puisque nous vivons […] Bonaparte nous a donné l'exemple comment il faut vaincre […] Marche, marche, Dombrowski, de la terre italienne jusqu'en Pologne. » Ce chant devint avec le temps l'hymne national polonais (Mazurek Dąbrowskiego). C'est le seul hymne national au monde à rendre hommage à Napoléon Bonaparte.
Un tertre commémoratif a été édifié à Pierzchów, le village de sa naissance en 1997.

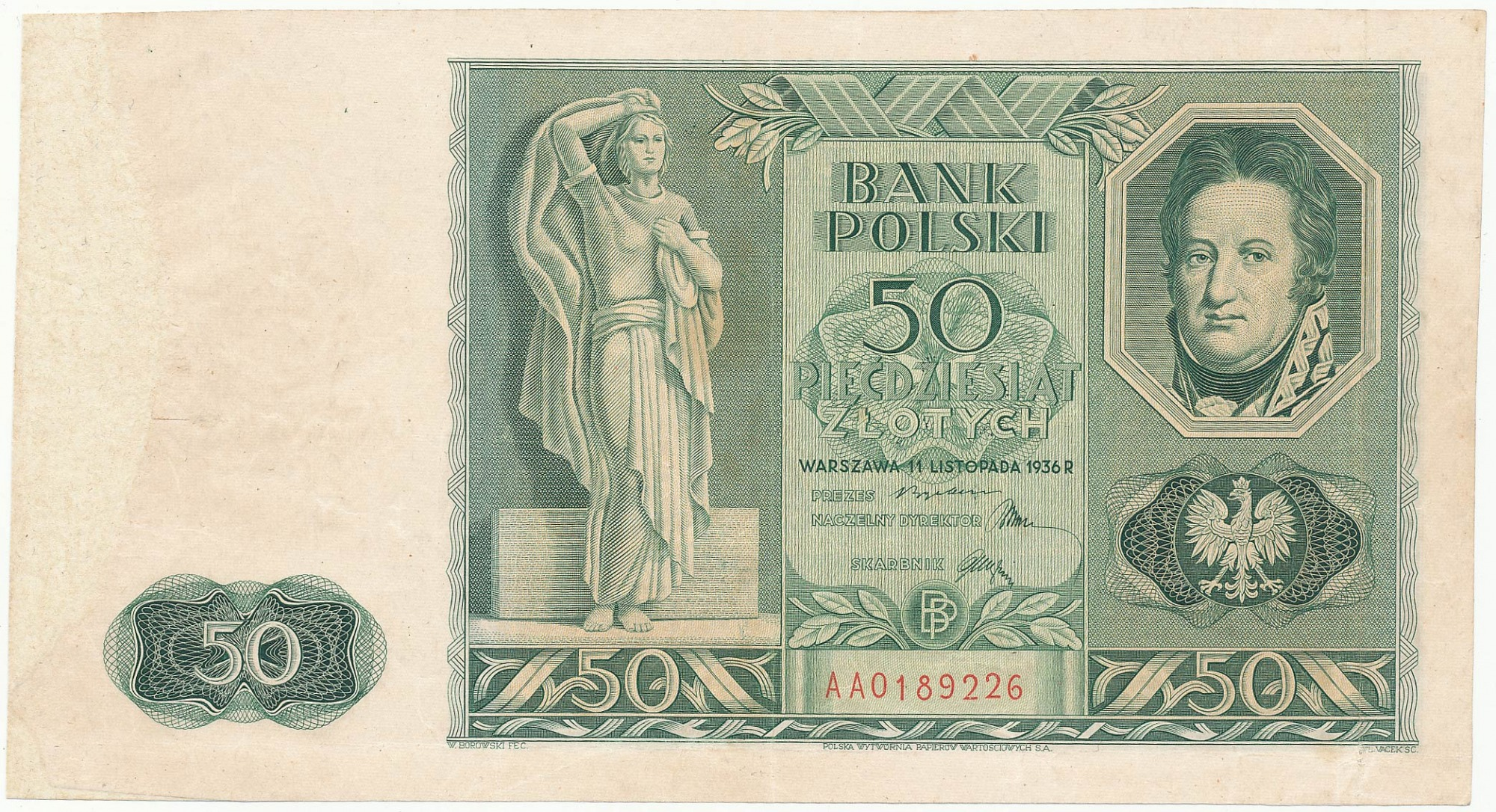
Le billet de banque polonais de 1936

## Distinctions militaires
- Croix de commandant de la Légion d’honneur 1804,
- Virtuti Militari 1808,
- Ordre de la Couronne de fer 1806,
- Ordre de l'Aigle blanc 1815,
- Ordre de Saint-Vladimir
- Ordre de Sainte-Anne

### Ouvrages généraux
- (pl) Jan Pachoński, Generał Jan Henryk Dąbrowski 1755-1818, Varsovie, MON, 1981, 747 p. (ISBN 83-11-06516-0), p. 158
- Leonard Chodźko, Histoire des légions polonaises en Italie, sous le commandement du général Dombrowski, t. 2, Paris, J. Barbezat, 1829, 596 p. (lire en ligne)
- Marie-Nicolas Bouillet  et Alexis Chassang (dir.), « Jean-Henri Dombrowski » dans Dictionnaire universel d’histoire et de géographie, 1878 (lire sur Wikisource)
- « Jean-Henri Dombrowski », dans Charles Mullié, Biographie des célébrités militaires des armées de terre et de mer de 1789 à 1850, 1852 [détail de l’édition]

### Articles
- Andrzej Nieuwazny, « Patriotes ou mercenaires ? Les légions polonaises au service de la France (1797-1807) », Revue historique des armées, no 260,‎ 2010, p. 26-36 (lire en ligne)
- Stefan Meller, « “Pour notre liberté et pour la vôtre“. 200e anniversaire des Légions polonaises qui combattirent aux côtés de l'armée française sous le commandement du Général Bonaparte. », Annales historiques de la Révolution française, no 312,‎ 1998, p. 311-325 (lire en ligne)